# Maricopes
Els maricopa o pipaash són una tribu índia del grup de llengües yuma-cochimí. El seu nom procedeix de kokmalik’op "enemics a la muntanya gran", nom que els donaven els pimes, però ells s'anomenen piipaa, piipaash o pee-posh "gent".

## Localització

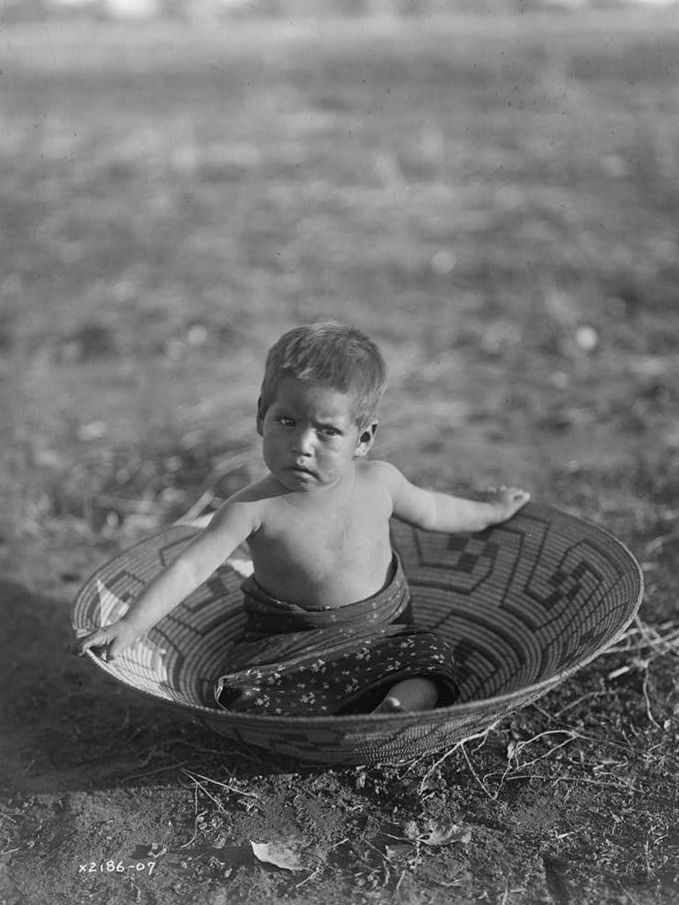
Nen maricopa

En el segle xix eren situats als marges del riu Colorado, a Arizona. Actualment viuen a la comunitat índia Pima-Maricopa Salt River i a la comunitat índia Gila River juntament amb els pimes, tribu amb la qual els maricopa han mantingut durant molt de temps una relació estreta. Els maricopa, majoritàriament xalychidom piipaash, a la comunitat índia Pima-Maricopa Salt River es concentra a Lehi (Arizona) mentre que els maricopa de la comunitat índia Gila River són concentrats a Maricopa Colony. Molts descendents dels halchidhoma, que havien buscat refugi entre els maricopa el 1825, avui s'autoidentifiquen en anglès com a maricopa, encara que podrien preservar la seva pròpia identitat i, per tant, autoanomenar-se xalychidom piipaa o xalychidom piipaash ('gent que viu cap a l'aigua').

## Demografia
Segons el cens dels Estats Units del 2000, hi havia censats 405 maricopa, endemés de 2.886 pima-maricopa.

## Costums
Físicament són alts i forts, de nas aguileny i peus petits. Llur forma de vida se sembla a les altres tribus del Baix Colorado. Com els pimes i pàpago, viuen en bordes de forma hemisfèrica i aplanades, fetes de fusta i terra. La vestimenta era escassa. Els homes duien eslips d'escorça de salze, i a vegades llençols blancs i bandes, i les dones faldilles curtes. Fabricaven pots per a cuinar i contenir, però feien poca cistelleria. S'alimentaven de la recollida de fesol i de mesquite, així com de cacera menor i dues petites collites anyals de moresc. Per això tenien un calendari de sis mesos lunars que es repetia dos cops l'any.
S'ha perdut llur organització política, malgrat la forta unitat tribal. Els cabdills eren els principals assessors. Les deliberacions a les Casses d'Assemblea es feien en estil retòrics i es recollien en annals. Socialment, eren entrellaçats per llinatges patrilineals associats amb plantes alimentàries o animals. Les dones només duien el nom del llinatge, o bé duien noms personals lligats al tòtem familiar. Les guerres eren freqüents, especialment contra els tribus del Colorado. Els esgrimidors i arquers formaven clubs i companyies militars separades. Les tàctiques de batalla empraven molts guerrers, i mentre els capitosts lluitaven en combat singular, la massa de lluitadors es colpejava fins que els perdedors eren gairebé anihilats. Tots els esdeveniments entre ells depenien de somnis on contactaven amb esperits d'ocells i animals. La narració dels somnis, paral·lela als mites dels maricopa, els revelava cançons que es creia que tenien poders. Les cerimònies consistien en llargs cicles de cançons (essencialment cicles narratius), cadascun apropiat a temps de crisi. Els cadàvers eren cremats, i eren plorats per dones i fills, i no es banyaven en tres mesos. També creien que de les quatre ànimes que posseïa cada persona, la principal havia de ressuscitar quatre vegades a la terra dels morts.

## Història
Els seus orígens són similars als dels quechans. Pel 1700 van marxar a territori pima, amb els quals van fer una confederació pima-maricopa el 1849, a la qual s'uniren un miler d'individus. El 1860 s'hi afegiria els pàpago. El febrer del 1827 el nord-americà James Ohio Pattie va matar 110 maricopa a Gila. Pel Tractat de Guadalupe-Hidalgo del 1848, el seu territori fou posat sota sobirania dels EUA, i el 1857 gairebé exterminaren els guerrers quechan. Fins al 1884 el govern nord-americà va mantenir en el seu territori la base militar de Fort Yuma. Finalment, va establir la reserva de Salt River per a pimes i maricopa.
En els segles xix i xx el Bureau of Indian Affairs implementà polítiques per intentar assimilar el maricopa en la societat, i van portar a Presbyterian missioners en les comunitats. El 1914, el govern federal dels EUA va parcel·lar les terres tribals en assignacions individuals. El 1926 la BIA va formar el Consell Assessor Pima per parlar en nom de les comunitats pima i maricopa. El 1936 pimes i maricopes acordarrn una constitució per restaurar cert grau d'autogovern.
Durant la dècada de 1930, el flux superficial al riu Gila es va reduir al no-res, i la tribu patí molt a causa de la pèrdua del seu riu, però, la BIA va ignorar els problemes de l'aigua. La tribu va recórrer a l'ús d'aigua de pou salobre, incapaços de créixer cultius comestibles, de manera que la tribu va canviar al cultiu de cotó.

## Notables maricopes
- Ida Redbird (1892-1971) - mestra terrissaire maricopa; instrumental en el reviscolament terrissaire maricopa de 1937-1940; primera presidenta de la Maricopa Pottery Makers Association;[5] traductora i informant de Leslie Spier de les tribus yuma del riu Gila, ajudant a preservar llur herència ameríndia.
- Robert "Tree" Cody, flautista. També és membre registrat de la tribu hunkpapa.